# DJK Wacker Mecklenbeck
Die DJK Wacker Mecklenbeck (offiziell: DJK Wacker Mecklenbeck e. V.) ist ein Sportverein aus dem Münsteraner Stadtteil Mecklenbeck. Die erste Fußballmannschaft der Frauen spielt seit dem Aufstieg im Jahre 2024 in der Regionalliga West und qualifizierte sich einmal für den DFB-Pokal.

## Geschichte
Der Verein wurde am 2. März 1956 in der Mecklenbecker Dorfkneipe „Täppken“  gegründet. Auf Vorschlag des Wirtes August Baumeister erhielt der Verein den Namen Wacker. Die Vereinsfarben violett-weiß wurden von Vereinen wie FK Austria Wien  oder Wacker 04 Berlin inspiriert. Kurioserweise stellte sich heraus, dass keiner der anwesenden Gründungsmitglieder volljährig war. Der zufällig anwesende Heinrich Saphörster, der kaum älter war die Vereinsgründer, übernahm daraufhin den Vorsitz.
Neben Fußball bietet der Verein Aikidō, Badminton, Basketball, Fitnessboxen, Gymnastik, Lauftreff, Taekwondo, Tennis, Tischtennis, Volleyball sowie verschiedene sportliche Kurse an. In früheren Zeiten bot der Verein noch Handball, Judo, Kegeln, Leichtathletik, Schach und Schwimmen an.

## Frauenfußball

### Geschichte
Nachdem es bereits eine Frauenmannschaft der DJK Wacker Mecklenbeck gegeben hatte, wurde nach zehnjähriger Unterbrechung im Oktober 1997 eine neue Mannschaft gegründet. Seinerzeit schloss sich die zweite Mannschaft des Lokalrivalen BSV Roxel dem Verein an, da das Team unzufrieden über die mangelnde Wertschätzung war. Bereits drei Jahre später stieg das Team in die Bezirksliga auf. Nach einem zwischenzeitlichen Abstieg schaffte das Team im Jahre 2003 den erneuten Aufstieg in die Bezirksliga, dem zwei Jahre später der Aufstieg in die Landesliga folgte. Zehn Jahre lang spielte die Wacker-Elf in der Landesliga, bis im Jahre 2015 der Aufstieg in die Westfalenliga gelang. Die Entscheidung fiel am letzten Spieltag durch einen Sieg beim direkten Konkurrenten SC Gremmendorf.
Zwei Jahre hielten sich die Mecklenbeckerinnen in der höchsten westfälischen Spielklasse bis zum Abstieg 2017 in die Landesliga. Der direkte Wiederaufstieg gelang und die Mannschaft etablierte sich in der Westfalenliga. Im Jahre 2024 wurden die Mecklenbeckerinnen Meister und schafften den Aufstieg in die drittklassige Regionalliga West. Darüber hinaus gewann die Mannschaft das Endspiel des Westfalenpokals, in dem Wacker den Regionalligisten Arminia Bielefeld mit 5:4 im Elfmeterschießen besiegte. Nach regulärer Spielzeit waren keine Tore gefallen. In der ersten Runde des DFB-Pokal 2024/25 setzten sich die Mecklenbeckerinnen mit 5:4 nach Elfmeterschießen gegen den Regionalligisten VfR Warbeyen durch. Es folgte dann in Runde zwei eine 0:3-Niederlage gegen den Bundesligisten SGS Essen.

### Erfolge
- Teilnahme am DFB-Pokal: 2024/25
- Meister der Westfalenliga: 2024
- Westfalenpokalsieger: 2024
- Aufstieg in die Westfalenliga: 2015, 2018

## Männerfußball

### Geschichte
Die Männermannschaft der DJK Wacker Mecklenbeck spielte zunächst ausschließlich gegen andere Mannschaften des DJK-Sportverbandes, bevor der Verein im Januar 1960 dem Fußball- und Leichtathletik-Verband Westfalen beitrat. Die erste Mannschaft schaffte im Jahre 1984 den Aufstieg in die Kreisliga A und wurde auf Anhieb Vizemeister hinter dem SC Westfalia Kinderhaus. Es folgten weitere Vizemeisterschaften in den Jahren 1989, 1992, 1993 und 1994. Im letzten Jahr verpassten die Wecklenbecker nach einem verlorenen Entscheidungsspiel gegen den SC Greven 09 den Aufstieg in die Bezirksliga. Diesen erreichten sie schließlich im Jahre 1996. Neun Jahre in der Bezirksliga folgten, wobei der fünfte Platz in der Saison 1997/98 der Höhepunkt war. Nach dem Abstieg im Jahre 2005 gelang der direkte Wiederaufstieg, und die Mannschaft erreichte 2012 und 2014 jeweils den fünften Platz. 2016 ging es für die Wacker-Elf wieder abwärts in die Kreisliga A. Erst im Jahre 2023 gelang der Wiederaufstieg in die Bezirksliga.

### Erfolge
- Aufstieg in die Bezirksliga 1996, 2006, 2023

## Stadion
Die Heimspiele werden im Sportpark Egelshove im Norden von Mecklenbeck ausgetragen. Das Stadion bietet Platz für 1238 Zuschauer und es wird auf Naturrasen gespielt. Die Anlage gehört zum am 3. Oktober 1997 eröffneten Wacker-Sportpark, der auf einer Fläche von 12.000 Quadratmetern insgesamt vier Fußballplätze, acht Tennisplätze, einem Streetballfeld, zwei Speckbrettfelder, zwei Beachvolleyballplätze, eine Dreifach-Tennishalle, eine Mehrzweck-Sporthalle sowie die Wackarene mit Gastronomie, Umkleiden, Geschäftsstelle und Veranstaltungsräumen bietet.

## Persönlichkeiten
- Reinhard Geise
- Rolf Klein